# Jorge Poza
Jorge Alberto Poza Pérez (Tulancingo, Hidalgo, 3 de enero de 1978) es un actor mexicano.

## Biografía
Nacido en Tulancingo, Hidalgo, México el 3 de enero de 1978, creció en Texcoco, Estado de México. Es hermano del presentador Javier Poza.
Desde 1997 estuvo casado con la también actriz Mayrín Villanueva, con la que coincidió en la telenovela Preciosa en 1998. La pareja tiene dos hijos, Romina y Sebastián. El divorcio les fue concedido en 2008.

## Vida profesional
Inicia su carrera interpretativa participando en el filme Bandidos de 1991, En 1992 actuó en la telenovela El abuelo y yo, al lado de un novel actor Gael García Bernal. También actuó en su sucesora, Ángeles sin paraíso junto a Anahí Puente.
Luego de 11 años fuera de la actuación, en el 2001 participa en la telenovela Atrévete a olvidarme. Ese mismo año recibe la propuesta de Carla Estrada para realizar el papel de Héctor en la telenovela El manantial.
En 2002, Pedro Damián lo convoca para interpretar al maestro Francisco Romero en la telenovela Clase 406 donde es el protagonista de la primera temporada.
Ese mismo año realiza un desnudo en la obra de teatro Postdata, tu gato ha muerto junto a Otto Sirgo.
Ha participado en diversas webnovelas, entre las que destacan La llaman María Sombra, El pecado de Julián y Dulce venganza. En la webnovela Un amor de telenovela interpreta a Emiliano, un joven productor que se ha endurecido a causa de un amor no correspondido. Esta web novela se convertiría en su primer protagónico virtual.
Entre 2006-2007 fue presentador del programa matutino Hoy a lado de Andrea Legarreta, Vielka Valenzuela y Leticia Calderón.
En 2011 protagoniza junto con Scarlet Ortiz la telenovela Rafaela. Al año siguiente, en 2012, haría su primer antagónico en Cachito de cielo junto con Maite Perroni y Pedro Fernández.
En 2014, participa en La gata donde nuevamente trabaja con Maite Perroni.
En 2016 es nuevamente convocado por Roberto Gómez Fernández para ser el antagonista de la telenovela El hotel de los secretos, donde comparte créditos con Irene Azuela, Erick Elías, Diana Bracho y Daniela Romo.
En 2023 vuelve a protagonizar, esta vez la bioserie Gloria Trevi: ellas soy yo, personificando a César Santiago.

## Trayectoria

### Telenovelas y series
- El precio de amarte (2024) - Iván Franco[5]
- Gloria Trevi: ellas soy yo (2023) - César Santiago Jiménez[6]
- Oscuro deseo (2020-2022) - Leonardo Solares[7]
- Por amar sin ley 2 (2019) - Fabián Torres[8]
- Ringo (2019) - Diego Jáuregui
- El vuelo de la victoria (2017) - Julio Montaño
- El hotel de los secretos (2016) - Diego Montejo
- La gata (2014) - Mariano Martínez Negrete
- Cachito de cielo (2012) - Fabio Montenegro
- Rafaela (2011) - José María Báez
- Alma de hierro  (2008) - Sebastián Hierro Jiménez
- Contra viento y marea (2005) - Mateo Lizárraga
- Mujer de madera (2004-2005) - Rogelio Rebollar
- Velo de novia (2003)  - Rafael Sosa / Ernesto Sosa
- Clase 406 (2002-2003) - Francisco Romero
- El manantial (2001-2002) - Héctor Luna
- Atrévete a olvidarme (2001) - El Gato
- Por un beso (2000-2001) - Agustín Aguilar
- Por tu amor (1999) - David Parra
- El diario de Daniela (1998-1999) - Carlos
- Preciosa (1998) - Robin
- Rencor apasionado (1998) - Tony Mendiola
- Tu y yo (1996-1997) - Humberto[9]
- Si Dios me quita la vida (1995) - Claudio
- Ángeles sin paraíso (1992-1993) - Chato
- El abuelo y yo (1992) - Perico
- Simplemente María (1989) - José Ignacio López (niño)

### Programas
- Cásate conmigo, mi amor (2013) - Sebastián
- Mujeres asesinas (2010) - Pablo
- S.O.S.: Sexo y otros secretos (2007)
- Hoy (2006-2007) - Conductor
- Big Brother (2004) - Concursante
- El Zep de Disney (1997-1998) - Jorge
- Mi generación (1997-1998) - Sebastián

### Cine
- Tercera llamada (2013) - Daniel
- Morales (2012) - Nicolás Bravo
- La dictadura perfecta (2014) - Rafael Lascurain
- El segundo aire (2001) - Ricardo
- Bandidos (1991) - Miguel

### Teatro
- Amor de mis amores (2015)[10]

## Premios y nominaciones

### Premios Bravo 2009
| Categoría               | Telenovela     | Resultado |
| ----------------------- | -------------- | --------- |
| Mejor Actor Protagónico | Alma de hierro | Ganador   |

### Premios People en Español 2009
| Categoría           | Telenovela     | Resultado |
| ------------------- | -------------- | --------- |
| La Sorpresa del Año | Alma de hierro | Nominado  |

### Premios TVyNovelas
| Año  | Categoría              | Programa/Telenovela      | Resultado |
| ---- | ---------------------- | ------------------------ | --------- |
| 2017 | Mejor actor antagónico | El hotel de los secretos | Nominado  |
| 2009 | Mejor actor coestelar  | Alma de hierro           | Ganador   |
| 2007 | Mejor conductor        | Hoy                      | Nominado  |
| 2002 | Mejor actor coestelar  | El manantial             | Ganador   |

### Premios Diosas de Plata
| Año  | Categoría                   | Programa/Telenovela | Resultado |
| ---- | --------------------------- | ------------------- | --------- |
| 2001 | Mejor coactuación masculina | El segundo aire     | Nominado  |